# Аркуш-де-Валдевеш
А́ркуш-де-Валдеве́ш (порт. Arcos de Valdevez; МФА: [ˈaɾ.kuʒ dɨ vaɫ.dɨ.ˈveʃ], А́ркуж-ди-Валдиве́ш, «арки долини Веш») — муніципалітет і містечко в Португалії, в окрузі Віана-ду-Каштелу. Розташований у північній частині країни, на теренах історичної португальської провінції Дору-Міню. Належить до Віано-Каштельської діоцезії Католицької церкви в Португалії. Права міського самоврядування має з 1515 року. Поділяється на 36 парафій. За адміністративним поділом, чинним до 1976 року, був складовою провінції Міню. Площа муніципалітету — 447,60 км², населення муніципалітету — 22847 ос. (2011); густота населення — 51,04 осіб/км²
. Патрон — святий Пелагій. Святковий день муніципалітету — 11 липня. Поштовий індекс — 4970.  Код місцевої адміністративної одиниці — 1601. Складова статистичного регіону Північ.

## Назва
- Аркуш-де-Валдевеш (порт. Arcos de Valdevez, стара орфографія: порт. Arcos de Val-de-Vez) — сучасна назва.
- Аркуш-де-Валле-де-Веш (порт. Arcos de Valle de Vez) — стара назва.

## Географія
Аркуш-де-Валдевеш розташований на північному заході Португалії, на сході округу Віана-ду-Каштелу, на португальсько-іспанському кордоні.
Містечко розташоване за 37 км на північний схід від міста Віана-ду-Каштелу на березі річки Веш.
Аркуш-де-Валдевеш межує на півночі з муніципалітетом Монсан, на північному сході — з муніципалітетом Мелгасу, на сході — з Іспанією, на півдні — з муніципалітетом Понте-да-Барка, на заході — з муніципалітетом Понте-де-Ліма, на північному заході — з муніципалітетом Паредеш-де-Кора.

## Історія
Назва означає ««арки долини Веш»» (arcos de val de Vez) — інша назва мосту в римському стилі над річкою Веш, що був збудований у ХІІ — ХІІІ ст.
1515 року португальський король Мануел I надав Аркушу форал, яким визнав за поселенням статус містечка та муніципальні самоврядні права.

## Населення
| Кількість мешканців | Кількість мешканців | Кількість мешканців | Кількість мешканців | Кількість мешканців | Кількість мешканців | Кількість мешканців | Кількість мешканців | Кількість мешканців | Кількість мешканців | Кількість мешканців | Кількість мешканців | Кількість мешканців | Кількість мешканців | Кількість мешканців |
| ------------------- | ------------------- | ------------------- | ------------------- | ------------------- | ------------------- | ------------------- | ------------------- | ------------------- | ------------------- | ------------------- | ------------------- | ------------------- | ------------------- | ------------------- |
| 1864                | 1878                | 1890                | 1900                | 1911                | 1920                | 1930                | 1940                | 1950                | 1960                | 1970                | 1981                | 1991                | 2001                | 2011                |
| 29 064              | 30 907              | 31 271              | 31 968              | 33 567              | 33 306              | 32 163              | 37 283              | 39 381              | 38 739              | 34 355              | 31 156              | 26 976              | 24 761              | 22 847              |

## Парафії
- Абоїн-даш-Шосаш
- Агіа
- Алдора
- Кабана-Майор
- Кабрейру
- Карралкова
- Сендуфе
- Коту
- Ейраш
- Ермело
- Ештрему
- Гавіейра
- Жиела
- Гондоріш
- Граді
- Гільядезеш
- Лореда
- Мадалена-де-Жолда
- Мей
- Міранда
- Монте-Редондо
- Олівейра
- Падрозу
- Параду
- Пасо
- Портела
- прозеліт
- Ріу-Кабрал
- Ріу-Фриу
- Ріу-де-Моіньюш
- Сабадін
- Салвадор
- Салвадор-де-Падрейру
- Санта-Кріштіна-де-Падрейру
- Санта-Марія-де-Тавор
- Сантарем
- Сеньярей
- Сіштелу
- Соажу
- стільнику
- Са
- Сан-Кожме-і-Сан-Даміан
- Сан-Жорже
- Сан-Пайю
- Сан-Пайю-де-Жолда
- Сан-Вісенте-де-Тавор
- Табасо
- Вале
- Віла-Фонше
- Вілела
- Азер